# Setmana Catalana de 1976
La Setmana Catalana de 1976 va ser la 14a edició de la Setmana Catalana de Ciclisme. Es disputà en 7 etapes del 22 al 26 de març de 1976. El vencedor final fou el belga Eddy Merckx de l'equip Molteni per davant de Gonzalo Aja i Giuseppe Perletto.
Merckx va dominar la cursa des del primer dia, en què es va posar líder. Va aconseguir dues victòries d'etapa i tres segons llocs.
En aquesta edició hi va haver una etapa més que en anys anteriors, repartides en els mateixos dies.

## Etapes
| Etapa | Data       | Ciutats d'etapa                                             | km    | Vencedor de l'etapa     | Líder de la general |
| ----- | ---------- | ----------------------------------------------------------- | ----- | ----------------------- | ------------------- |
| 1a A  | 22 de març | Olot – Batet de la Serra (CRI)                              | 6,0   | Eddy Merckx (BEL)       | Eddy Merckx (BEL)   |
| 1a B  | 22 de març | Olot – Torelló                                              | 139,0 | Tomás Nistal (ESP)      | Eddy Merckx (BEL)   |
| 2a    | 23 de març | Torelló – Sant Miquel d'Engolasters ( Andorra)              | 167,0 | Giuseppe Perletto (ITA) | Eddy Merckx (BEL)   |
| 3a    | 24 de març | Organyà – Martorell                                         | 199,0 | Daniele Tinchella (ITA) | Eddy Merckx (BEL)   |
| 4a A  | 25 de març | Martorell - L'Hospitalet de Llobregat                       | 133,0 | Roland Schär (SUI)      | Eddy Merckx (BEL)   |
| 4a B  | 25 de març | L'Hospitalet de Llobregat – L'Hospitalet de Llobregat (CRI) | 3,3   | Eddy Merckx (BEL)       | Eddy Merckx (BEL)   |
| 5a    | 26 de març | L'Hospitalet de Llobregat – Santa Eulàlia de Ronçana        | 187,0 | Agustín Tamames (ESP)   | Eddy Merckx (BEL)   |

### 1a etapa A[1]
22-03-1976: Olot – Batet de la Serra, 6,0 km.:
|   | Ciclista          | Equip           | Temps   |
| - | ----------------- | --------------- | ------- |
| 1 | Eddy Merckx (BEL) | Molteni         | 12' 40" |
| 2 | Gonzalo Aja (ESP) | Teka-Campagnolo | + 05"   |
| 3 | Josef Fuchs (SUI) | Super Ser-Zeus  | + 10"   |

### 1a etapa B[1]
22-03-1976: Olot – Torelló, 139,0 km.
|   | Ciclista                | Equip                  | Temps      |
| - | ----------------------- | ---------------------- | ---------- |
| 1 | Tomás Nistal (ESP)      | Kas-Campagnolo         | 4h 17' 04" |
| 2 | José Enrique Cima (ESP) | Novostil-Transmallorca | m. t.      |
| 3 | Andrés Oliva (ESP)      | Kas-Campagnolo         | m. t.      |

### 2a etapa[1]
23-03-1976: Torelló – Sant Miquel d'Engolasters, 167,0 km.:
|   | Ciclista                | Equip             | Temps      |
| - | ----------------------- | ----------------- | ---------- |
| 1 | Giuseppe Perletto (ITA) | Magniflex-Torpado | 5h 03' 05" |
| 2 | Eddy Merckx (BEL)       | Molteni           | + 12"      |
| 3 | Gonzalo Aja (ESP)       | Teka-Campagnolo   | + 17"      |

### 3a etapa[2]
24-03-1976: Organyà – Martorell, 199,0 km.:
|   | Ciclista                | Equip             | Temps      |
| - | ----------------------- | ----------------- | ---------- |
| 1 | Daniele Tinchella (ITA) | Magniflex-Torpado | 5h 39' 19" |
| 2 | Eddy Merckx (BEL)       | Molteni           | m. t.      |
| 3 | Javier Elorriaga (ESP)  | Super Ser-Zeus    | m. t.      |

### 4a etapa A[3]
25-03-1976: Martorell - L'Hospitalet de Llobregat, 133,0 km.:
|   | Ciclista               | Equip          | Temps      |
| - | ---------------------- | -------------- | ---------- |
| 1 | Roland Schär (SUI)     | Lejeune-BP     | 3h 53' 46" |
| 2 | Eddy Merckx (BEL)      | Molteni        | m. t.      |
| 3 | Javier Elorriaga (ESP) | Super Ser-Zeus | m. t.      |

### 4a etapa B[3]
25-03-1976: L'Hospitalet de Llobregat (CRI), 3,3 km.:
|   | Ciclista                | Equip          | Temps  |
| - | ----------------------- | -------------- | ------ |
| 1 | Eddy Merckx (BEL)       | Molteni        | 4' 31" |
| 2 | Josep Pesarrodona (ESP) | Kas-Campagnolo | + 06"  |
| 3 | Josef Fuchs (SUI)       | Super Ser-Zeus | + 10"  |

### 5a etapa[4]
26-03-1976: L'Hospitalet de Llobregat - Santa Eulàlia de Ronçana, 187,0 km.:
|   | Ciclista                | Equip             | Temps      |
| - | ----------------------- | ----------------- | ---------- |
| 1 | Agustín Tamames (ESP)   | Super Ser-Zeus    | 4h 55' 50" |
| 2 | Javier Elorriaga (ESP)  | Super Ser-Zeus    | m. t.      |
| 3 | Giancarlo Tartoni (ITA) | Magniflex-Torpado | m. t.      |

## Classificació General
|    | Ciclista                   | Equip             | Punts       |
| -- | -------------------------- | ----------------- | ----------- |
| 1  | Eddy Merckx (BEL)          | Molteni           | 24h 06' 28" |
| 2  | Gonzalo Aja (ESP)          | Teka-Campagnolo   | + 21"       |
| 3  | Giuseppe Perletto (ITA)    | Magniflex-Torpado | + 32"       |
| 4  | Josef Fuchs (SUI)          | Super Ser-Zeus    | + 43"       |
| 5  | Joan Pujol Pagès (ESP)     | Kas-Campagnolo    | + 58"       |
| 6  | Joaquim Agostinho (POR)    | Teka-Campagnolo   | + 1' 03"    |
| 7  | José Martins Freitas (POR) | Kas-Campagnolo    | + 1' 09"    |
| 8  | Gary Clively (AUS)         | Magniflex-Torpado | + 1' 19"    |
| 9  | Josep Pesarrodona (ESP)    | Kas-Campagnolo    | + 1' 22"    |
| 10 | Pedro Torres (ESP)         | Super Ser-Zeus    | + 1' 35"    |